# The Simple Love
The Simple Love è un cortometraggio muto del 1912 diretto da Allan Dwan.

## Trama
Note sulla trama in (EN)  di Moving Picture World  su IMDb

## Produzione
Il film fu prodotto dalla Flying A (American Film Manufacturing Company).

## Distribuzione
Distribuito dalla Motion Picture Distributors and Sales Company, il film - un cortometraggio in una bobina - uscì nelle sale cinematografiche USA il 13 giugno 1912 mentre nel Regno Unito venne distribuito il 3 agosto dello stesso anno.